# Кубок LADA по хоккею с шайбой
Кубок LADA — международный клубный предсезонный турнир по хоккею с шайбой. Учреждён российским автоконцерном «АвтоВАЗ» в 1995 году, но официальный статус получил в 1998 году. До 2004 года соорганизатором соревнований выступала немецкая компания Lada Sport GmbH.

## Розыгрыши

### 1996
- Дата проведения: 30–31 августа 1996
- Место проведения: Берлин
- Участники: Айсберен Берлин, Берлин Кэпиталс[нем.], Лада

### 1997
- Дата проведения: 22–24 августа 1997
- Место проведения: Берлин
- Участники: Айсберен Берлин, Кассель Хаскис, Лада

### 1998
- Дата проведения: 27–31 августа 1998
- Место проведения: ДС «Волгарь», Тольятти
- Участники: Айсберен Берлин, Лада, ЦСК ВВС, ЦСКА

### 1999
- Дата проведения: 27–29 августа 1999
- Место проведения: Берлин
- Участники: Айсберен Берлин, ХК Вайсвассер[нем.], Лада

### 2000
- Дата проведения: 14–18 августа 2000
- Место проведения: ДС «Волгарь», Тольятти
- Участники: Ак Барс, Лада, Нефтехимик, Северсталь

### 2001
- Дата проведения: 15–19 августа 2001
- Место проведения: ДС «Волгарь», Тольятти
- Участники: Динамо (Москва), Лада, Нефтехимик, Северсталь

### 2002
- Дата проведения: 16–18 августа 2002
- Место проведения: Бад-Тёльц
- Участники: ХК Бад-Тёльц[нем.], ХК Битигхайм-Биссинген[нем.], Гриззли Адамс Вольфсбург, Лада

### 2003
- Дата проведения: 14–17 августа 2003
- Место проведения: ДС «Волгарь», Тольятти
- Участники: ХК Кошице, Лада, Салават Юлаев, Химик

### 2004
- Дата проведения: 24–28 августа 2004
- Место проведения: Курт-Френцель-Штадион[нем.], Аугсбург
- Участники: Аугсбургер Пантер, Лада, Нюрнберг Айс Тайгерс, Химик

### 2005
- Дата проведения: 16–19 августа 2005
- Место проведения: ДС «Волгарь», Тольятти
- Участники: Ак Барс, Лада, Салават Юлаев, Химик

### 2006
- Дата проведения: 14–18 августа 2006
- Место проведения: ДС «Волгарь», Тольятти
- Участники: Ак Барс, Лада, Нефтехимик, Салават Юлаев

### 2007
- Дата проведения: 14–17 августа 2007
- Место проведения: ДС «Волгарь», Тольятти
- Участники: Лада, Нефтехимик, Салават Юлаев, Казцинк-Торпедо

### 2008
- Дата проведения: 13–15 августа 2008
- Место проведения: ДС «Волгарь», Тольятти
- Участники: Амур, Дизель, Нефтехимик, Лада, Неман (Гродно)

### 2009
- Дата проведения: 17–19 августа 2009
- Место проведения: ДС «Волгарь», Тольятти
- Участники: Автомобилист, Ак Барс, Лада, Трактор

### 2010
- Дата проведения: 9–12 августа 2010
- Место проведения: ДС «Волгарь», Тольятти
- Участники: Лада, Ладья, Казцинк-Торпедо, ХК Саров

### 2011
- Дата проведения: 10–14 августа 2011
- Место проведения: ДС «Волгарь», Тольятти
- Участники: Лада, Рубин (Тюмень), ХК Саров, Торос

### 2012
- Дата проведения: 9–12 августа 2012
- Место проведения: ДС «Волгарь», Тольятти
- Участники: Дизель, Лада, ХК Саров, Торос

### 2013
- Дата проведения: 9–13 августа 2013
- Место проведения: ЛДС «Лада-Арена», Тольятти
- Участники: Буран, Дизель, Лада, ВМФ-Карелия, Торос

### 2014
- Дата проведения: 6–10 августа 2014
- Место проведения: ЛДС «Лада-Арена», Тольятти
- Участники:[1] Алмаз (Павлово), Комета (Самара), Лада-ЮХЛ, Олимпия (Кирово-Чепецк), Юниор-Газпромдобыча (Оренбург), ЦСК ВВС

### 2015
- Дата проведения: 15–18 августа 2015
- Место проведения: ЛДС «Лада-Арена», Тольятти
- Участники: Адмирал, Лада, Нефтехимик, Салават Юлаев

### 2016
- Дата проведения: 14–18 августа 2016
- Место проведения: ЛДС «Лада-Арена», Тольятти
- Участники: Автомобилист, Барыс (Астана), Куньлунь Ред Стар, Лада, Югра

### 2017
Турнир не проводился

### 2018
- Дата проведения: 29 августа — 2 сентября 2018
- Место проведения: ЛДС «Лада-Арена», Тольятти
- Участники: Ижсталь, Лада, ХК Саров, ЦСК ВВС

### 2019
- Дата проведения: 26–29 августа 2019
- Место проведения: ЛДС «Лада-Арена», Тольятти
- Участники: Барс (Казань), Ижсталь, Лада, Хумо, ЦСК ВВС

### 2020
- Дата проведения: 26–29 августа 2020
- Место проведения: ЛДС «Лада-Арена», Тольятти
- Участники: Лада, Металлург (Новосибирск), Южный Урал, ЦСК ВВС

### 2021
- Дата проведения: 10–12 августа 2021[2]
- Место проведения: ЛДС «Лада-Арена», Тольятти
- Участники: Барс (Казань), Лада, Металлург (Новосибирск), ЦСК ВВС

### 2022
- Дата проведения: 12-14 августа 2022
- Место проведения: ЛДС «Лада-Арена», Тольятти
- Участники: Барс (Казань), Горняк-УГМК, Лада, Сокол (Красноярск)

### 2023
- Дата проведения: 11–13 августа 2023
- Место проведения: ЛДС «Лада-Арена», Тольятти
- Участники: Куньлунь Ред Стар, Лада, Нефтехимик, Химик

### 2024
Турнир не проводился

## Победители
| Клуб                    | Титулы | Победа                                                                                         |
| ----------------------- | ------ | ---------------------------------------------------------------------------------------------- |
| Лада                    | 16     | 1996, 2000, 2001, 2002, 2003, 2004, 2005, 2006, 2008, 2009, 2013, 2015, 2016, 2019, 2021, 2022 |
| Айсберен Берлин         | 2      | 1997, 1999                                                                                     |
| Торос                   | 2      | 2011, 2012                                                                                     |
| ЦСК ВВС                 | 1      | 1998                                                                                           |
| Нефтехимик              | 1      | 2007                                                                                           |
| ХК Саров                | 1      | 2010                                                                                           |
| Лада-ЮХЛ                | 1      | 2014                                                                                           |
| Ижсталь                 | 1      | 2018                                                                                           |
| Металлург (Новосибирск) | 1      | 2020                                                                                           |
| Куньлунь Ред Стар       | 1      | 2023                                                                                           |

## Арены
| Название              | Кол-во | Годы проведения                                                  |
| --------------------- | ------ | ---------------------------------------------------------------- |
| ДС «Волгарь»          | 11     | 1998, 2001, 2003, 2005, 2006, 2007, 2008, 2009, 2010, 2011, 2012 |
| ЛДС «Лада-Арена»      | 10     | 2013, 2014, 2015, 2016, 2018, 2019, 2020, 2021, 2022, 2023       |
| Бад-Тёльц             | 1      | 2002                                                             |
| Курт-Френцель-Штадион | 1      | 2004                                                             |